# 85-та мотострілецька дивізія (СРСР)
85-та мотострілецька Ленінградсько-Павловська Червонопрапорна дивізія (85 МСД, в/ч 22316) — з'єднання мотострілецьких військ Радянської армії чисельністю у дивізію, що існувало у 1941—1992 роках. Дивізія дислокувалася у м. Новосибірськ.
Після розпаду СРСР у 1992 році перейшла до складу Збройних сил Російської Федерації.

## Історія
2-га дивізія народного рушення створена 1941 року з робітників Ленінграду.
У вересні 1941 року дивізія перейменована на 85-ту стрілецьку дивізію. Усі 900 днів блокади формування перебувало у Ленінграді.
Найменовання Павловська дивізії надано 1944 року за взяття Павловська.
1945 року 85-та дивізія передислокована у Бердськ під Новосибірськом.
1949 року дивізію передислоковано до селища Ярково (Шиловський полігон або гарнізон) й Новосибірськ.
1967 року дивізія нагороджена орденом Червоного Прапора за прорив блокади Ленінграда.
Після розпаду СРСР у 1992 році дивізія перейшла до складу Збройних сил Російської Федерації.

## Стурктура

### 1988
- 59-й мотострілецький полк (Новосибірськ, Новосибірська область) — озброєний БТР
- 141-й мотострілецький полк (Шилово, Новосибірська область)
- 228-й мотострілецький полк (Новосибірськ, Новосибірська область) — озброєний БМП
- 386-й танковий полк